# Belington
Belington est une ville américaine située dans le comté de Barbour en Virginie-Occidentale.
Selon le recensement de 2010, Belington compte 1 921 habitants. La municipalité s'étend sur 2,13 milles carrés (5,52 km2), dont 2,06 milles carrés (5,34 km2) de terres.
La ville doit son nom à John Bealin, originaire de Philippi, qui fonda la ville avant la guerre de Sécession.